# Caminella
Caminella is een geslacht van sponsdieren uit de klasse van de Demospongiae (gewone sponzen).

## Soorten
- Caminella caboverdensis Cárdenas, Vacelet, Chevaldonné, Pérez & Xavier, 2018
- Caminella intuta (Topsent, 1892)
- Caminella prima (Sim-Smith & Kelly, 2015)
- Caminella pustula Cárdenas, Vacelet, Chevaldonné, Pérez & Xavier, 2018
- Caminella velata Lebwohl, 1914